# Rubí rebelde
Rubí rebelde, o simplemente Rubí, es una telenovela venezolana producida por RCTV en 1989. Protagonizada por Mariela Alcalá y Jaime Araque y con las participaciones antagónicas de Yajaira Orta (quién posteriormente fue reemplazada por Dalila Colombo), Haydée Balza, Joana Benedek, Adolfo Cubas, Rosario Prieto y Ana Karina Manco, entre otros.
Está basada en La Gata y Enamorada, radionovelas escritas por Inés Rodena.

## Historia
Rubí (Mariela Alcalá) es una muchacha que vive entre los suburbios de La Guaira y Caracas, donde trabaja vendiendo periódicos. Vive junto a unos niños bajo la tutela de una vieja y despótica matrona, Palmira, que los maltrata y se aprovecha de ellos obligándoles a trabajar muy duro para mantenerla y amenazándolos con echarlos a la calle si no hacen lo que ella dice. Un accidente de tráfico, afortunadamente sin consecuencias, hará que Rubí descubra de repente un nuevo mundo de riqueza y lujo más allá de sus limitados y miserables horizontes. Y es que un buen día, cuando estaba vendiendo periódicos, un joven de buena posición social llamado Víctor Alfonso (Jaime Araque) casi la atropella. Rubí se enamora de Víctor Alfonso y éste, conmovido por la situación de la muchacha, trata de rescatarla de ese mundo de miseria en el que vive y la emplea, para disgusto de su madre, en su propia casa. 
La vida de Rubí en esa casa no será fácil: Lucrecia (Yajaira Orta, después Dalila Colombo), la madre de Víctor Alfonso, secundada por su hijo Nelson (Adolfo Cubas), la humillará y mortificará constantemente acusándola de ladrona incluso ante la policía. Doña Leonor (María Teresa Acosta), quien odia profundamente a Lucrecia por arruinarle la vida a su hijo, el marido de Lucrecia, termina por declarar a Rubí la heredera universal de su inmensa fortuna solo por el hecho de fastidiar a su nuera por lo que, a partir de este momento, Rubí será el objeto de las iras de Lucrecia y Nelson, quienes pondrán en práctica todas sus maldades para conseguir devolverla al pozo de miseria de donde procede. Pero las cosas se facilitan para Rubí por la ayuda de sus seres queridos y de su amor Víctor Alfonso, pero tendrá que pasar por muchas situaciones desfavorables para alcanzar la felicidad. 

### Parentescos
Rubí González, quien fue presentada al nacer como Rubí Castro Figueredo (Cap. 94) es media hermana de Virginia, a la vez que Virginia es prima de Víctor Alfonso y "El Niño" Nelson por el hecho de que Leomagno Flores -el padre biológico de Virginia y hermano de Felipe Flores- fue primo de Lucrecia "La Loba" (Cap. 110); y ambas (Rubí y Virginia) son primas lejanas de los Iturralde Santillana debido a que la madre de ambas (Elena Figueredo Santillana) es prima de Leonardo Iturralde Santillana; historia que se revela entre los capítulos 91 al 93. Mientras que, por su parte, Tilico es medio hermano de los Miranda. Adicionalmente, Leonardo Iturralde es primo de Doña Leonor Iturralde de Miranda "La Bruja", por lo que en consecuencia Rubí y Víctor Alfonso son primos lejanos.

## Elenco
- Mariela Alcalá ... Rubí González "Rubí Rebelde" / Rubí Castro Figueredo
- Jaime Araque ... Víctor Alfonso Miranda
- María Teresa Acosta ... Doña Leonor Iturralde De Miranda "La Bruja"
- Yajaira Orta ... Lucrecia Santillana de Miranda "La Loba" #1
- Dalila Colombo ... Lucrecia Santillana de Miranda #2
- Carlos Montilla ... Diego de la Fuente
- Haydée Balza ... La China
- Carolina Perpetuo ... Ana María
- Joana Benedek ... Dra. Zoraida Perdomo
- María Escalona ... Doña Palmira González
- Carlota Sosa ... Carmela Del Roble
- Carmen Alicia Mora ... Sandra, amiga de Carmela.
- Marcelo Romo ... Don Félix Del Roble
- Adolfo Cubas ... Nelson "El Niño" Miranda
- Victoria Robert ... Mercedes "Meche" Gonzalez
- Rosario Prieto ... Dorila
- Inés María Calero ... Gladys Castro Ruíz (Cap1) / Gladys Maldonado (Cap87)
- René Muñoz ... Padre Martín
- José Daniel Bort ... Tilico
- Adelaida Mora ... Virginia Miranda Flores
- Alejandro Delgado ... Reynaldo Iturralde
- Isabel Herrera ... Macorina
- Ileana Jacket ... Doña Carolina
- Frank Moreno ... Don Sabatino
- Domingo del Castillo ... Notario Octavio Cardenas
- Jorge Palacios ... Don Leonardo Iturralde Santillana
- Vicente Tepedino ... Fabián Iturralde
- Soraya Sanz ... Doña Tomasa Chirinos
- Nury Flores ... La Condesa Angelica De Monteroso (Angelina Perdomo)
- Alberto Marín ... Don Emilio Castro
- Bonnie Morín ... Elena "Fela" Figueredo Santillana
- Humberto García ... Leomagno Flores
- María Bosco ... Doña Fermina Tramonte
- Lourdes Medrano ... Misia Morelia Silva
- Ernesto Balzi ... Federico
- Milena Santander ... Marilú Del Roble Chirinos
- Luis Fernández ... Alexis Del Roble
- Ana Karina Manco ... Selene Castro
- Arístides Aguiar ... Rolando
- Santy ... Manolo
- Pedro "el gato" Soto ... Sorocaima
- José Luis García ... Juan Cuchillo
- Gil Vargas ... Don Ramiro
- Ricardo Herranz ... Francisco Silva
- Carlos Cruz ... Salvador Aldana
- Sonya Smith ... Corina Pflugkrantz
- Carlos León
- Alfonso Medina
- Julio Pereira
- Fernando Arriagada ... Doctor Casanova
- Vestalia Mejías ... Nina
- Felipe Mundarain
- Hernán Marcano ... Abogado
- Néstor Maldonado ... Jovencito del Barrio
- Johan Andrade ... Chocolate
- Tibisay Molina ... Nicolasa
- María E. Martínez
- Juan A. Nagy-Totth - El Sentavito
- Cintia Moreno
- Gabriel Abreu
- Katerina Sperka ... Beatriz
- José Urdaneta
- Gil Vargas ... Don Ramiro
- Mariluz Fernández ... Rosaurita, la sirvienta
- Carolina Perdigón ... Amiga de Beatriz
- María F. Rivera
- Ligia Reyna ... Miriam
- Coromoto Roche ... Amiga de la China
- Robin Gutiérrez
- Ulises Castillo ... Mayordomo
- Carlos Omaña ... Doctor
- Daniel Andrade
- Beatriz Urdaneta
- Mariluz Ramírez
- Joel Sandoval
- Andrés Terán
- Manuel Gassol
- Katiuska Martínez ... Madrina de Gladys
- Julio Mujica ... Cachicamo
- Francisco Silva
- Joana Mures
- Laureano Márquez ... Asistennte del Notario
- Elisa Rego

Trillizas:
- Jennifer Naranjo ... Alfonsina Miranda Castro
- Jeimmy Naranjo ... Virginia Miranda Castro
- Jessica Naranjo ... Victoria Miranda Castro

Mellizas:
- Jonnely Rattia
- Jenniffer Rattia

## Banda sonora
1. Mariela Alcalá - A Menos Que Tú
2. Mariela Alcalá - Ya No Más
3. Franco De Vita - Aquí estás otra vez
4. Yordano - Queriendo
5. Yordano - Aquel Lugar Secreto
6. Yordano - Perla Negra
7. Yordano - Hoy Todo Vuela
8. Yordano - A La Hora Que Sea
9. Feedback - A Quien
10. Feedback - La Chica
11. Feedback - Mr. Postman
12. Feedback - Algo Extraño
13. Feedback - Otra En Otro Lugar
14. Feedback - Otra Vez
15. Feedback - Oh, Carol
16. Las Chicas del Can - Permíteme Estar Contigo
17. Las Chicas del Can - Beberte
18. Sergio Pérez - A Donde Va El Amor
19. Porfi Jiménez - Llévame Contigo
20. East Snowman - Ki No Matchi
21. Wolfgang Kafer - Heatseeker Main Theme
22. Elisa Rego - Como tú

## Producción
- Original de: Inés Rodena
- Escritores: Perla Farías, María Antonieta Gómez, Boris Izaguirre
- Música compuesta por: Federico Gattorno
- Arreglos: Víctor Castillo, Federico Gattorno
- Temas musicales: "A menos que tú" (tema de presentación #1), "Me debes una" (tema de presentación #2), "Ya no más" (tema de despedida)
- Interprete: Mariela Alcalá
- Edición: Alexis Montero
- Producción: Daniel Andrade
- Producción ejecutiva: Genaro Escobar
- Dirección: Humberto Morales, Tito Rojas y Renato Gutiérrez

## Retransmisión en Venezuela
- En 1992 el canal RCTV retransmite la telenovela en versión internacional con el nombre "Rubí, la veradera cara del amor".
- Se emite en el horario de lunes a sábado a las 2:00 p. m., desde el día lunes 30 de marzo de 1992 sustituyendo a la telenovela colombiana Ana de negro protagonizada por Luly Bossa y Danilo Santos. El desenlace fue el lunes 29 de junio de 1992 sucediéndola la telenovela Marielena protagonizada por Lucía Méndez y Eduardo Yáñez.
- La cortina musical es "Ando buscando un amor" (interpretada por Víctor Víctor).